# تیپ ۱۱۰ نیروی مخصوص سلمان فارسی

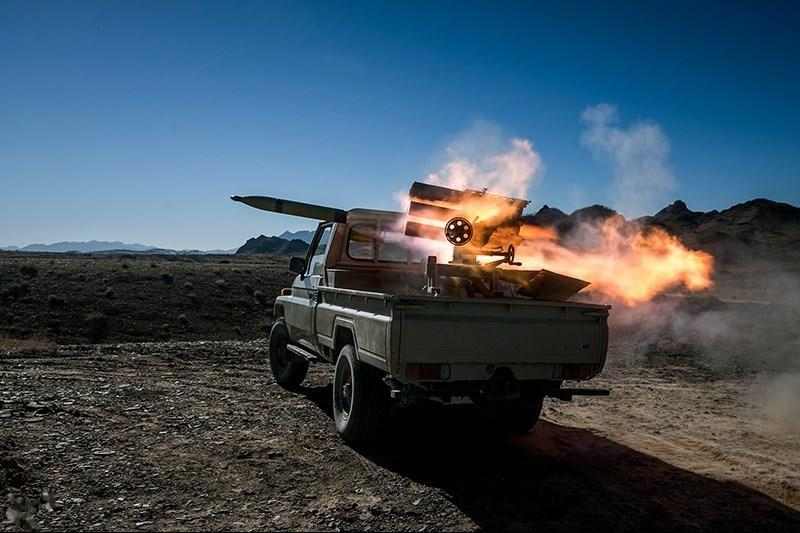
نیروهای تیپ ۱۱۰ سلمان در حال اجرای رزمایش

تیپ نیروی مخصوص ۱۱۰ سلمان فارسی از تیپ‌های نیروی مخصوص نیروی زمینی سپاه پاسداران انقلاب اسلامی است، که ستاد فرماندهی آن در شهر زاهدان، استان سیستان و بلوچستان مستقر می‌باشد.
پیشینه شکل‌گیری این یگان به سال ۱۳۶۵ در خلال جنگ ایران و عراق بازمی‌گردد، که به‌عنوان یکی از تیپ‌های زیرمجموعه لشکر ۴۱ ثارالله فعالیت خود را آغاز نمود. در طول جنگ شمار ۳۶۱ نفر از اعضای تیپ ۱۱۰ سلمان کشته شدند. این تیپ در سال ۱۳۹۰ مستقل شد. هم‌اکنون سرتیپ‌دوم پاسدار سیدمحمد حسینی فرماندهی تیپ ۱۱۰ سلمان فارسی زاهدان را برعهده دارد.